# Крижень китайський
Крижень китайський (Anas zonorhyncha) — вид водоплавних птахів родини качкових (Anatidae). Поширений у Східній Азії.

## Таксономія
Традиційно китайського крижня вважали підвидом чорного крижня (A. poecilorhyncha). Американський орнітолог Бредлі Лівзі в морфологічному дослідженні качок, опублікованих у 1991 році, запропонував, щоб крижень китайський була підвищений до статусу виду. Згодом польові дослідження, проведені в Гонконзі на півдні Китаю, виявили, що хоча і китайський крижень і чорний крижень (підвид A. poecilorhyncha haringtoni) розмножувалися в цьому регіоні одночасно, змішані пари спостерігаються дуже рідко. На підставі цього спостереження Американська спілка орнітологів визнала крижня китайського окремим видом у 2008 році. Це підтримали також більшість сучасних систематиків.

## Поширення
Ареал цього виду включає східну Росію, Монголію, Китай, Гонконг, Тайвань, Бутан, Японію та Корею.

## Опис
Це качка середнього розміру, що досягає в довжину 58-63 см.

## Спосіб життя
Птах має переважно вегетаріанську дієту, засновану на насінні та вегетативних частинах різних водних рослин, іноді доповнених комахами. Сезон розмноження залежить від кількості опадів і стану води, але зазвичай між квітнем і липнем. Гніздиться на землі серед рослинності поблизу води. У кладці зазвичай 7-9 яєць. Інкубація починається після відкладання останнього яйця (що дозволяє курчатам вилупитися одночасно), а молодняк вилуплюється приблизно через 24 дні. Пташенята чорні з жовтою спинкою і схожі на дорослих, але з ширшою смужкою на очах.